# Michael Tylo
Michael Tylo, född 16 oktober 1947 i Detroit i Michigan, död 28 september 2021 i Henderson, Nevada, var en amerikansk skådespelare.
Tylo har gjort ett antal roller i såpoperor och var kanske mest känd i rollen som Quinton Chamberlain i TV-serien Guiding Light, i vilken han medverkade 1981-1985 och 1996-1997. Han medverkade också i rollen som Matt Connolly i All My Children och som Alex & Rick Bladeson i The Young and the Restless.
Tylo var professor vid University of Nevada i Las Vegas.